# أوديت دو شامبديفيه
أوديت دو شامبديفيه (الفرنسية:Odette de Champdivers؛ ح.1390- ح.1425)؛ كانت عشيقة شارل السادس ملك فرنسا (المجنون)، أطلق عليها شارل والمعاصرون لقب الملكة الصغيرة (la petite reine).

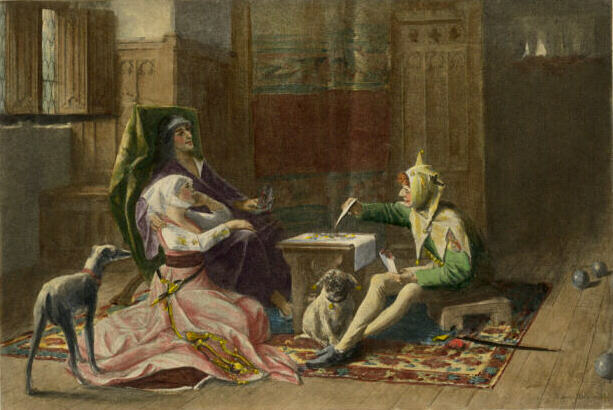
أوديت والملك شارل السادس

ربما تعود أصول أسرتها إلى فرع صغير من آل لورين، ومع ذلك كانت عائلتها تابعة لفصيل بورغونية، ومع أوائل عام 1407 أصبحت أوديت ذو عمر السابعة عشر عشيقة الملك شارل السادس وذلك بعد وفاة شقيقه لويس الأول دوق أورليان، منافس البرغوني.
أنجبوا أوديت وشارل السادس ابنة واحدة، تُدعى مارغريت ولدت بحلول نهاية عام 1407.
وصفت أوديت، بأنها شابة جميلة ومفعمة بالحيوية وذات سلوك لطيف، يبدو أنها كانت تحب ملكها واهتمت به بأقصى قدر من الصبر والتفاني، ويعود لها الفضل في إدخال أوراق اللعب إلى البلاط الفرنسي وذلك تسلية شارل السادس أثناء نوبات جنونه، وفقاً لبعض المؤلفين كانت أوديت ترتدي ملابس الملكة خلال السرير الملكي كل ليلة، ولم يلاحظ شارل ذلك.
خلال ما يقرب من خمسة عشر عامًا من علاقتهما، قدم الملك له هدايا غنية كمكافأة على تفانيها له، كما تلقت أثنين من الضيع الإقطاعية في كريتاي وباينوليه ، وأيضا على ممتلكات بيلفيل في بواتو. 
كانت أوديت بجانب الملك على فراش الموت، يقال أن آخر كلماته كان: أوديت، أوديت، في حين الملكة إيزابو لم تكن حاضرة أثناء الجنازة.